# Walther P38
Вальтер П38 (нім. Walther P.38) — німецький самозарядний пістолет калібру 9 мм.
Вальтер П38 був розроблений фірмою «Карл Вальтер Ваффенфабрик». Найпотужніший пістолет подібного типу, часів Другої світової війни. На озброєння Вермахту P38 офіційно був прийнятий 26 квітня 1940. З часом він потіснив пістолет «Люгер-Парабелум» (P08) і став наймасовішим пістолетом німецької армії та спеціальних служб.

## Історія
Початком історії розробки пістолета Walther P38 став 1929 рік, коли на фірмі Carl Walther Waffenfabrik приступили до дослідно-конструкторських робіт над новим 9-мм пістолетом для озброєння армії. Німецькі зброярі вирішили проектувати зброю на базі конструкції 7,65 мм пістолета Walther PP, по суті просто збільшивши його габарити. Результатом цих розробок став пістолет "Militärische Pistole" (MP), що з'явився в 1934 році і мав ту ж автоматику за схемою з вільним затвором, що і його прототип. Випробування показали неприйнятність використання потужного патрона 9×19 мм Парабелум у пістолеті з такою системою автоматики.
У 1936 році розробили новий пістолет під найменуванням «Armee Pistole» (AP) з системою замикання з однією личинкою, що гойдається у вертикальній площині, і двома зворотними пружинами. У 1937 році пістолет доопрацювали відповідно до вимог Управління озброєнь сухопутних сил, ввівши в конструкцію виконаний відкритим курок із округлою головкою. У 1938 році пістолет оснастили курком зі спицею і перейменували на «Heeres-Pistole» (HP), того ж року почалися військові випробування.
На озброєння вермахту пістолет був прийнятий 20 квітня 1940 під назвою P38 (нім. Pistole 38). Армійське замовлення фірмі Вальтер було зроблено у квітні 1939 року, проте перші поставки до військ здійснили лише у серпні. Згодом він витіснив пістолет Люгер-Парабеллум (хоч і не повністю) і став наймасовішим пістолетом німецької армії.

### Після Другої світової війни
З 1945 по 1946 рік було зібрано кілька тисяч пістолетів для збройних сил Франції (їх часто називають «сірими привидами» через фосфатоване покриття та сірі ручки з листового металу). Лише після 1957 року P38 у ФРН знову почали випускати для німецьких військових. Коли Бундесвер оголосив, що хоче P38 на роль офіційного службового пістолета, Walther відновив виробництво P38 лише за два роки, використовуючи пістолети часів війни як зразок для нових інженерних креслень та нові верстати. З 1957 по 1963 рік P38 був основним пістолетом Бундесверу.

### P1
Модель P1 наприкінці 1963 року була прийнята на озброєння військовими Західної Німеччини, її можна було впізнати за штампуванням P1 на затворі та іншими накладками на рукоятку. Післявоєнні пістолети, маркування P38 або P1, мають алюмінієву раму, а не сталеву рамку оригінальної конструкції. Протягом 1990-х років німецькі військові почали замінювати P1 пістолетом  HK USP і остаточно відмовилися від P1 у 2004 році.

## Конструкція
Дульна енергія пістолета достатньо висока — 450 Дж. Принцип дії автоматики — використання енергії віддачі при короткому ході ствола. Запирання ствола здійснюється личинкою (заскочкою), що хитається у вертикальній площині. Поворот личинки та звільнення зчепленого затвора здійснюється після короткого його повернення при пострілі, що забезпечує перезаряджання. Дві симетричні зворотні пружини розташовані в затворі.
Ударно-спусковий механізм — курковий, самозвідний, з відкритим курком.
Характерні особливості конструкції:
- Екстрактор розташований зліва (стріляні гільзи викидаються ліворуч)
- Є покажчик наявності патрона в патроннику

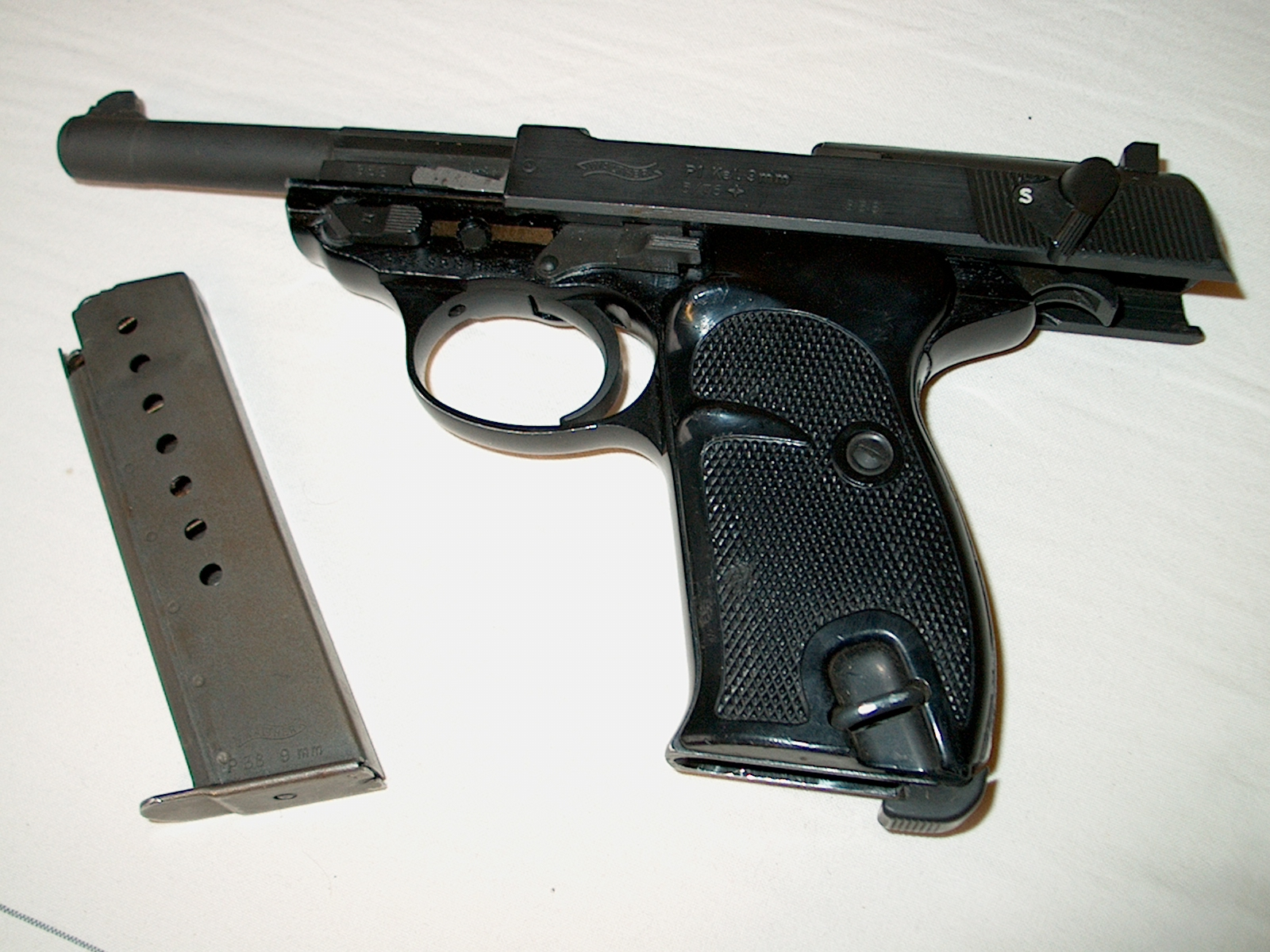
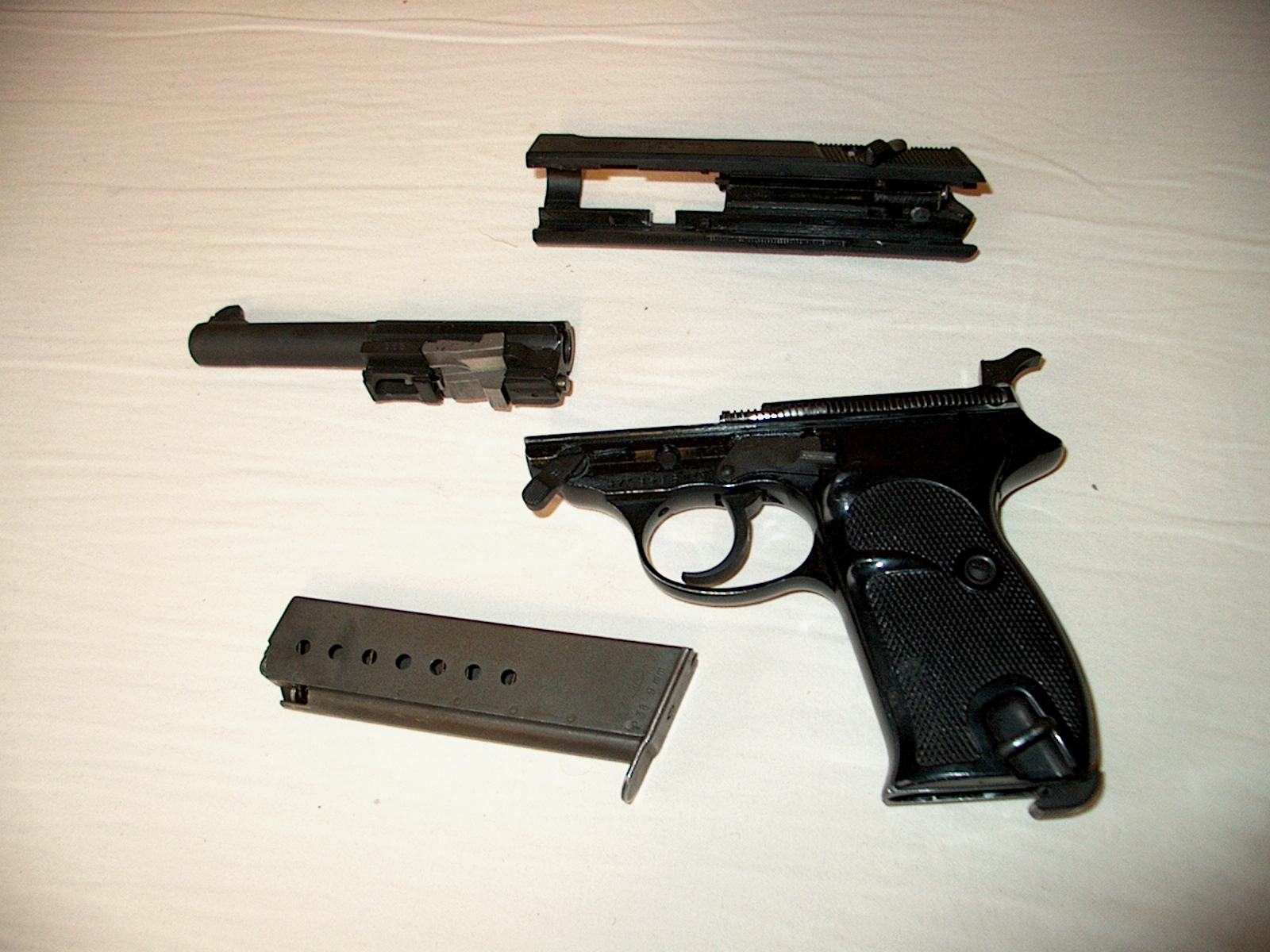
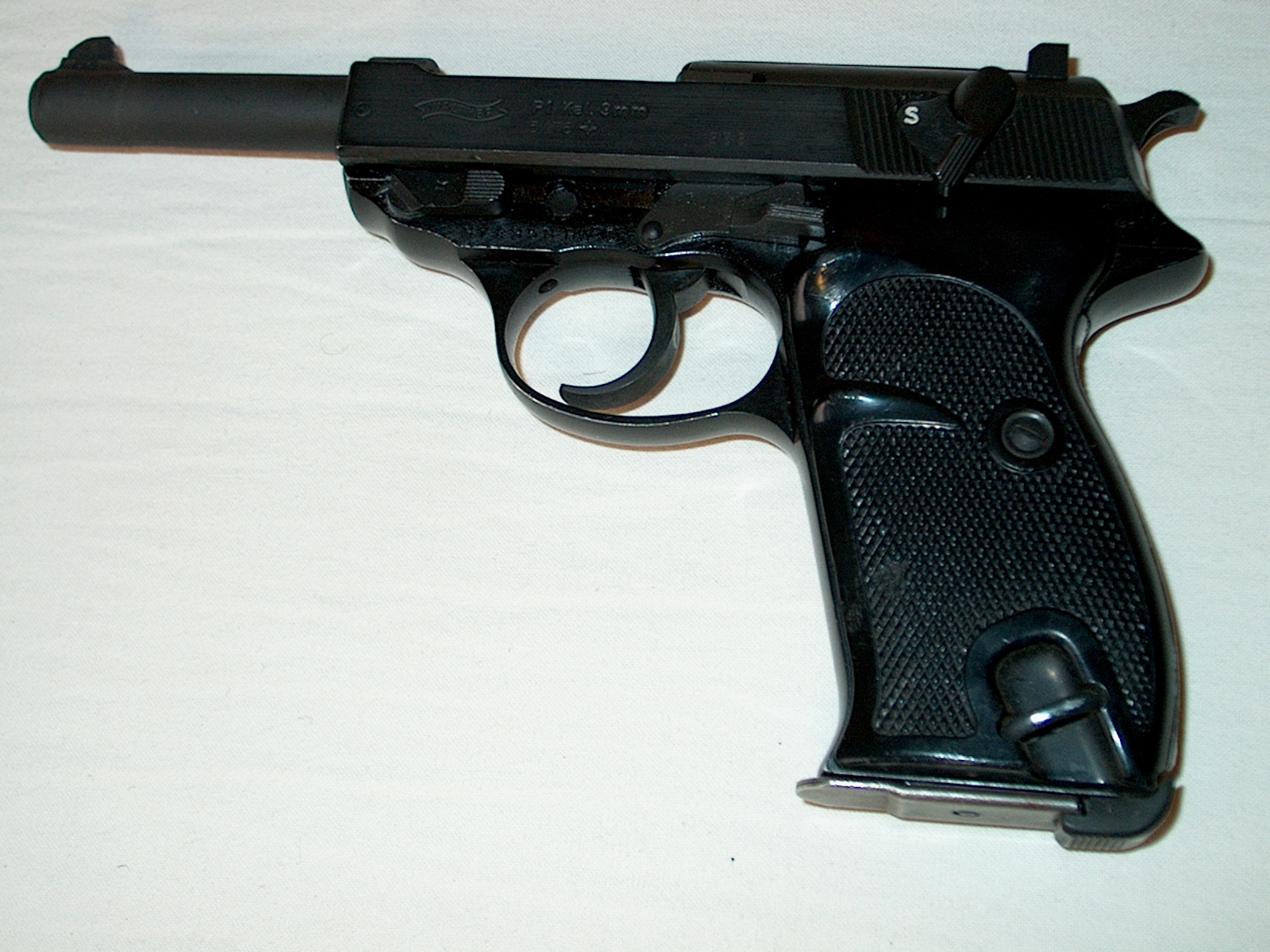

- Два запобіжники